# Charles S. Minter Jr.

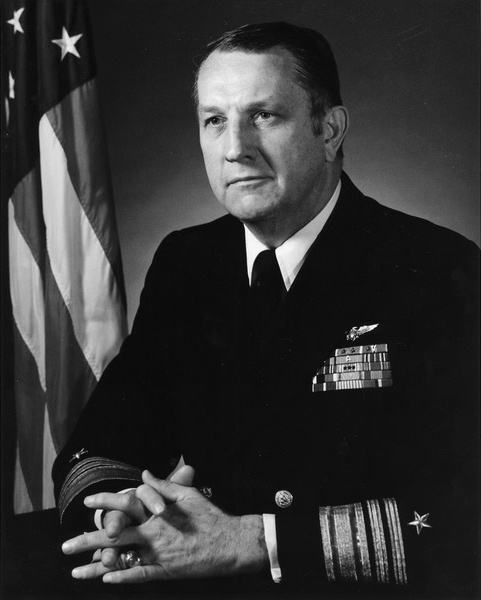
Charles S. Minter Jr.

Charles Stamps Minter Jr. (* 23. Januar 1915 in Pocahontas, Tazewell County, Virginia; † 18. April 2008 in Annapolis, Anne Arundel County, Maryland) war ein Vizeadmiral der United States Navy. Er war unter anderem Leiter (Superintendent) der United States Naval Academy (USNA).

## Leben
Er war ein Sohn von Charles S. Minter und dessen Frau Nan Depuy. Im Jahr 1937 absolvierte er die United States Naval Academy in Annapolis in Maryland. In der amerikanischen Kriegsmarine durchlief er anschließend alle Offiziersränge bis zum Vizeadmiral. Im Jahr 1941 absolvierte er eine Ausbildung zum Marineflieger. Nach dem amerikanischen Eintritt in den Zweiten Weltkrieg war er als Marineflieger auf nahezu allen Kriegsschauplätzen eingesetzt. Im Jahr 1944 war er auf dem Flugzeugträger USS Randolph stationiert. Von dort aus wurden ab Januar 1945 Angriffe auf Japan geflogen. Nach einer zwischenzeitlichen Beschädigung und anschließender Reparatur des Schiffes nahm es in der Folge an der Schlacht um Okinawa teil. Anschließend erfolgten weitere Luftangriffe auf Japan.
Nach dem Ende des Kriegs war Charles Minter Testpilot der Marine am Naval Air Test Center an der Mündung des Patuxent Rivers in Maryland. Während des Koreakriegs kommandierte er die Patrol Squadron 28. Diese war mit Aufklärungsmissionen und der Aufspürung von U-Booten in den dortigen Gewässern befasst. Danach erhielt er das Kommando über die USS Albemarle (AV-5), ein zu diesem Zeitpunkt bereits veraltetes Flugzeugmutterschiff, das im Jahr 1939 gebaut worden war. In der Folge war er auch Kapitän des Flugzeugträgers USS Intrepid.
Im weiteren Verlauf seiner Karriere leitete er beim Stab des Chief of Naval Operations dessen Stabsabteilung für Logistik (Deputy Chief of Naval Operations Logistics). Seine beiden nächsten Aufträge führten ihn zurück an die Marineakademie in Annapolis. Als Commandant of Midshipmen war er dort zunächst Führungsoffizier der Kadetten. Am 11. Januar 1964 übernahm er als Nachfolger von Charles Cochran Kirkpatrick als Superintendent die Leitung der Marineakademie. Dieses Amt bekleidete er bis zum 12. Juni 1965 als Draper Kauffman seine Nachfolge antrat.
Anschließend wurde er Stabsoffizier im Hauptquartier der NATO (Deputy Assistant Chief of Staff for Plans and Policy, Supreme Allied Commander Europe). Im Jahr 1967 übernahm Charles Minter das Kommando über den Flugzeugträgerverband 16 (Carrier Division Sixteen). Dieser gehörte zur amerikanischen Atlantikflotte. Später erhielt er das Kommando über die Luftstreitkräfte der Pazifikflotte (Commander Fleet Air Wings Pacific). Gleichzeitig kommandierte er dort auch die U-Bootabwehr-Einheiten (Commander Antisubmarine Warfare Force). Dann erhielt er den stellvertretenden Vorsitz im für NATO-Fragen zuständigen Ausschuss im Marineministerium (Deputy Chairman of the NATO Committee in the Navy Department). Im Jahr 1974 schied er aus dem aktiven Militärdienst aus. Für seine militärischen Leistungen erhielt er unter anderem den Orden Legion of Merit.
In seinem Ruhestand blieb er dem Militär und vor allem der Marineakademie verbunden. Er war unter anderem für eine Amtszeit Präsident der U.S. Naval Academy Alumni Association und Kurator der Naval Academy Foundation. Er war auch der erste Leiter des Ginger-Cove-Seniorenheims in Annapolis, in dem er später seine letzten Lebensjahre verbrachte. Der mit Mary Margaret Skeehan (1916–2008) verheiratete Offizier starb am 18. April 2008 und wurde auf dem Friedhof der Marineakademie in Annapolis beigesetzt.